# Edison – Ein Leben voller Licht
Edison – Ein Leben voller Licht (Originaltitel: The Current War) ist ein US-amerikanischer Historienfilm von Alfonso Gomez-Rejon, der im September 2017 im Rahmen des Toronto International Film Festivals seine Weltpremiere feierte und am 23. Juli 2020 in die deutschen Kinos kam. Der Film zeigt, wie Benedict Cumberbatch in der Rolle von Thomas Edison und Michael Shannon in der Rolle von George Westinghouse um das erste US-amerikanische Stromnetz wetteifern.

## Handlung
Die Rivalen Thomas Edison und George Westinghouse versuchen in den 1880er Jahren das Rennen um ein marktfähiges und skalierbares Stromversorgungssystem im Rahmen der Elektrifizierung zu gewinnen. Edison verteidigte den Einsatz von Gleichstrom in der Stromverteilung. Westinghouse Electric hingegen versucht den Wechselstrom durchzusetzen und wird hierbei von einer Vielzahl von europäischen Unternehmen unterstützt. Bei der Weltausstellung in Chicago im Jahr 1893 treten Edison und Westinghouse als Konkurrenten im Kampf um deren nächtliche Beleuchtung auf.

## Produktion

### Filmtitel und historischer Hintergrund

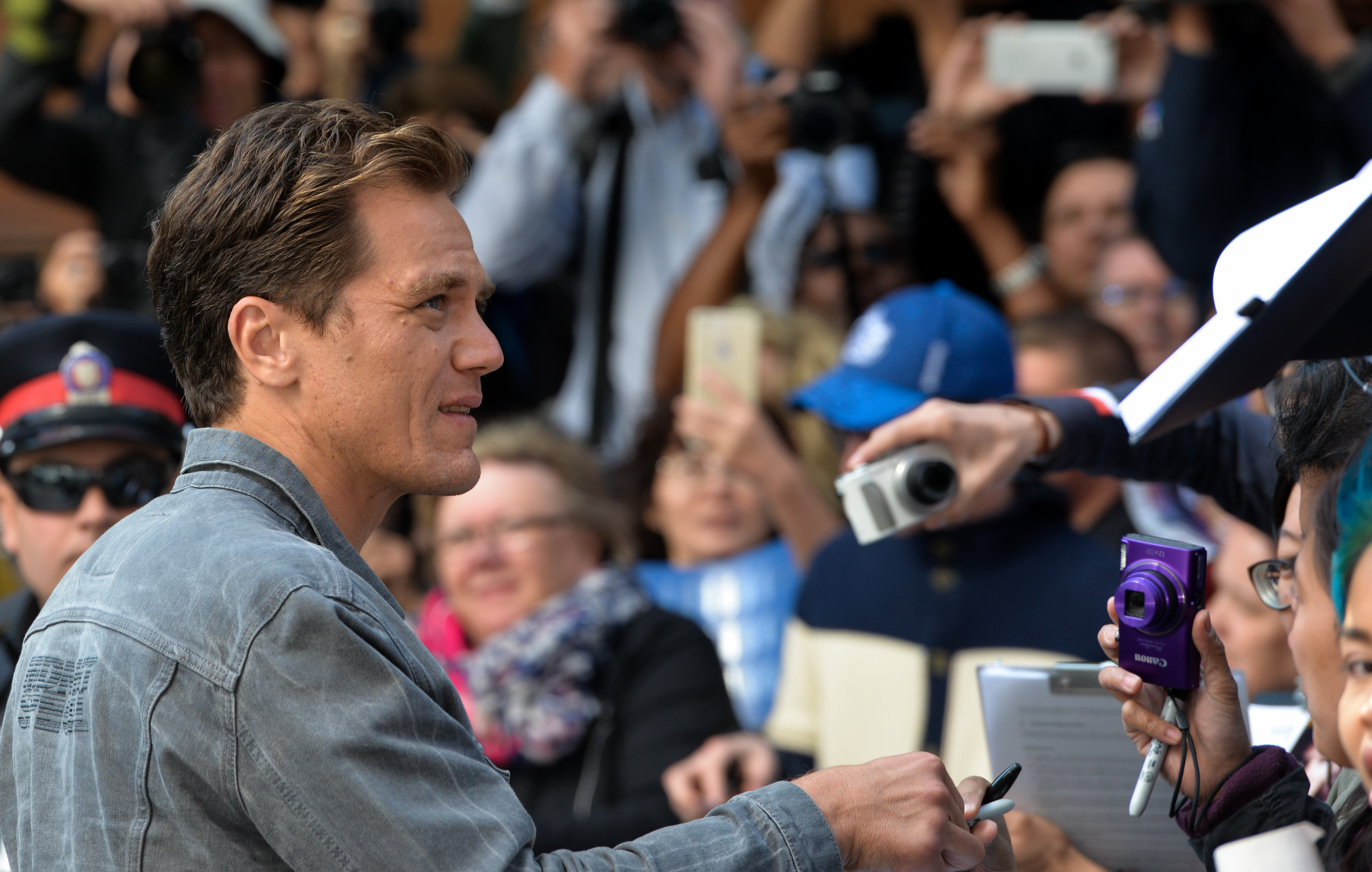
Michael Shannon, der George Westinghouse spielt, bei der Premiere des Films in Toronto

Der Filmtitel The Current War nimmt Bezug auf die englischsprachigen Begriffe Alternating Current und Direct Current für Wechselstrom und Gleichstrom. Thomas Edison hatte den Gleichstrom verteidigt, George Westinghouse hingegen gab Wechselstrom den Vorzug. Monatelang pries Edison seine Gleichstromkraftwerke an und verbreitete gleichzeitig, wie gefährlich der Wechselstrom sei, den Westinghouse den Leuten verkaufte. Von Edison bezahlte Ingenieure demonstrierten die Gefahr in öffentlichen Abschreck-Experimenten wie dem am Columbia College in New York.

### Stab und Besetzung
Die Regie übernahm Alfonso Gomez-Rejon. Es handelt sich nach Warte, bis es dunkel wird und Ich und Earl und das Mädchen um Gomez-Rejons dritten Film, bei dem er Regie führt.
Michael Shannon übernimmt im Film die Rolle von George Westinghouse, und Benedict Cumberbatch spielt seinen Konkurrenten Thomas Edison. Katherine Waterston spielt die als Marguerite Erskine geborene spätere Ehefrau von George Westinghouse, Tom Holland spielt den Wirtschaftsmagnaten Samuel Insull. Nicholas Hoult spielt im Film Nikola Tesla. Im Dezember 2016 wurde die Mitwirkung von Matthew Macfadyen bekannt, der im Film den Unternehmer und Privatbankier J. P. Morgan spielt.

### Dreharbeiten und Filmmusik
Die Dreharbeiten begannen am 18. Dezember 2016 in London. Weitere Dreharbeiten fanden ab Januar 2017 rund um die Stadt Rothbury und dem Cragside House, einem Landhaus in der englischen Grafschaft Northumberland, und in Waltham Abbey in Essex statt. Ein dort befindliches Gebäude diente Edisons Wohnhaus und seiner Werkstatt als Kulisse. Ab Februar 2017 fanden Dreharbeiten am Royal Pavilion und in den Pavilion Gardens in Brighton statt. Die dortige Anlage diente im Film der Weltausstellung in Chicago im Jahr 1893 als Kulisse, bei der Edison und Westinghouse als Konkurrenten im Kampf um deren nächtliche Beleuchtung auftraten. Als Kameramann fungierte Chung Chung-hoon. Das Szenenbild schufen Jan Roelfs und Lucy Eyre.
Die ursprüngliche Filmmusik wurde von Dustin O’Halloran und Volker Bertelmann alias Hauschka komponiert. Im Juni 2019 wurde bekannt, dass Danny Bensi und Saunder Jurriaans für den Film eine neue Musik komponierten.

### Marketing und Veröffentlichung
Am 8. September 2017 wurde ein erster Trailer zum Film veröffentlicht.
Der Film feierte am 9. September 2017 im Rahmen des Toronto International Film Festivals seine Weltpremiere. Die ursprünglichen Starttermine in den USA am 24. November 2017 und im Vereinigten Königreich am 5. Januar 2018 wurden auf 4. Oktober 2019 beziehungsweise 26. Juli 2019 verschoben. Der deutsche Starttermin war der 23. Juli 2020. Am 28. August 2020 kam er in die chinesischen Kinos. Eine Veröffentlichung auf Prime Video ist am 23. März 2021 geplant.

## Rezeption
Der Film stieß größtenteils auf ein negatives Echo und wurde von nur 32 Prozent der bei Rotten Tomatoes erfassten Kritiker positiv bewertet, im Director’s Cut mit 61 Prozent jedoch deutlich besser beurteilt.
Die Filmkritikerin Antje Wessels bemerkt, der im Original viel passendere Titel A Current War, zu deutsch „Der Stromkrieg“, fange deutlich besser ein, dass Edison – Ein Leben voller Licht zwar auf wahren Ereignissen beruht, aber überhaupt kein klassisches Biopic, erst recht nicht über Thomas Edison, sei. Letztlich stünden hier zwei Personen gleich stark im Mittelpunkt, und da Alfonso Gomez-Rejon, abgesehen vom Schluss, beide Schicksale nahezu separat erzähle und inszeniere, komme nie das Gefühl auf, das einem der Begriff „Krieg“ suggeriert: „Beide Parteien führen vollkommen unabhängig voneinander Gespräche, Verhandlungen und versuchen, den anderen hinter seinem Rücken schlechtzumachen.“ Wer sich für die genauen Details interessiere, der könne sich auch einfach den kaum weniger interessanten Wikipedia-Artikel dazu durchlesen und erhalte dadurch einen vermutlich sogar besseren Überblick über die Ereignisse, so Wessels.
Manfred Riepe von epd Film schreibt, Gomez-Rejon bringt in Edison – Ein Leben voller Licht keinen wirklichen Erzählfluss zustande. Die Ausstattung sei aufwendig, wirke aber oft steril. Zudem sei Benedict Cumberbatch in der Hauptrolle eine regelrechte Enttäuschung.

## Synchronisation
Die deutsche Synchronisation entstand nach einem Dialogbuch und der Dialogregie von Harald Wolff im Auftrag der TaunusFilm Synchron GmbH, Berlin.
| Rolle                   | Darsteller           | Synchronsprecher   |
| ----------------------- | -------------------- | ------------------ |
| Thomas Edison           | Benedict Cumberbatch | Sascha Rotermund   |
| George Westinghouse     | Michael Shannon      | Oliver Stritzel    |
| Samuel Insull           | Tom Holland          | Tobias Diakow      |
| Nikola Tesla            | Nicholas Hoult       | Ozan Ünal          |
| Marguerite Westinghouse | Katherine Waterston  | Yvonne Greitzke    |
| Mary Edison             | Tuppence Middleton   | Marieke Oeffinger  |
| Dotty Edison            | Sophia Ally          | Hannah Kunze       |
| Horace Kaden            | Joseph Balderrama    | Georgios Tzitzikos |